# Albert Anton II van Schwarzburg-Rudolstadt
Albert Anton II (Rudolstadt 2 maart 1641 - aldaar 15 december 1710) was van 1646 tot 1697 graaf van Schwarzburg-Rudolstadt en daarna tot zijn dood vorst van het vorstendom Schwarzburg-Rudolstadt. Hij was een zoon van graaf Lodewijk Gunther I en gravin Emilie van Oldenburg-Delmenhorst.
Hij volgde als vijfjarig jongetje zijn vader op onder regentschap van zijn moeder. Vanaf 1662 regeerde hij alleen. In 1697 werd hij door keizer Leopold I in de rijksvorstenstand verheven.
Albert Anton huwde op 7 juni 1665 te Rudolstadt met gravin Emilie Juliana van Barby-Mühlingen (Heidecksburg 19 augustus 1637 – Rudolstadt 3 december 1706), een dochter van graaf Albert Frederik. Uit dit huwelijk werden twee kinderen geboren, een zoon en een dochter (welke laatste twee dagen na de geboorte overleed):
- Lodewijk Frederik I (Rudolstadt 25 oktober 1667 – aldaar 24 juni 1718), vorst van Schwarzburg-Rudolstadt 1710-1718